# La Trinidad Vista Hermosa
La Trinidad Vista Hermosa är en ort i Mexiko.   Den ligger i kommunen La Trinidad Vista Hermosa och delstaten Oaxaca, i den sydöstra delen av landet, 250 km sydost om huvudstaden Mexico City. La Trinidad Vista Hermosa ligger 2 161 meter över havet och antalet invånare är 152.
Terrängen runt La Trinidad Vista Hermosa är lite kuperad. Runt La Trinidad Vista Hermosa är det glesbefolkat, med 11 invånare per kvadratkilometer. Närmaste större samhälle är Tamazulapam Villa del Progreso, 12,6 km sydväst om La Trinidad Vista Hermosa. Trakten runt La Trinidad Vista Hermosa består i huvudsak av gräsmarker.